# Peltonychia
Peltonychia is een geslacht van hooiwagens uit de familie Travuniidae.
De wetenschappelijke naam Peltonychia is voor het eerst geldig gepubliceerd door Roewer in 1935. 

## Soorten
Peltonychia omvat de volgende 4 soorten:
- Peltonychia gabria
- Peltonychia leprieurii
- Peltonychia posteumicola
- Peltonychia tenuis